# Mouvement laïque de langue française
Le Mouvement laïque de langue française (MLF) est le principal mouvement de promotion de la laïcité au Québec pendant les années 1960.
Fondé le 8 avril 1961 par l'écrivain Jacques Godbout et le médecin Jacques Mackay, il a pour mission la laïcisation relative de la société québécoise, c'est-à-dire la création des écoles non confessionnelles, l'institution du mariage civil, la suppression du serment religieux alors obligatoire devant les tribunaux, etc. Le notaire Maurice Blain et Judith Jasmin, journaliste à Radio-Canada, sont respectivement élus président et vice-présidente du mouvement. Jacques Mackay remplacera Maurice Blain à la présidence du mouvement quelques mois plus tard.
La création d'un mouvement prônant notamment l'école neutre et un régime d'état civil laïque fit l'effet d'une bombe a l'époque. Avant même sa création, le cardinal Léger s'inquiète de la création d'un « mouvement antichrétien » et convoque le notaire Blain et Judith Jasmin, qui lui répondent que leur action est motivée par le désir de voir s'instaurer un régime de justice sociale. Dans son message de Pâques, le cardinal prédit la défaite de ceux qui tentent d'instaurer un ordre social sans référence à la religion. Pour sa part, le premier ministre Jean Lesage dénonce avec véhémence le MLF à la collation des diplômes à l'université de Montréal et déclare que son gouvernement ne créera jamais de ministère de l'Éducation.
L'action du MLF prend la forme de colloques, d'articles et de lettres dans les journaux et s'engage dans le recrutement actif. Jean-Paul Sartre fut même l'invité spécial d'un de ses colloques. L'organisme publie aussi des brochures écrites par Jacques Godbout, Marcel Rioux, Jacques Mackay ou Fernande Saint-Martin, jusqu'en 1968.
Le MLF a aidé la commission Parent à rédiger son rapport sur l'avenir de l'éducation. Il a aussi créé le regroupement montréalais des écoles neutres.
Officiellement, le MLF bénéficie du soutien du RIN de Pierre Bourgault et du journal Quartier latin de l'Université de Montréal. Les essayistes Maurice Blain, Fernande Saint-Martin et Judith Jasmin sont aussi membres de l'organisation.
Le mouvement fut dissous en 1969 après avoir périclité. Les fondateurs du MLF ont reçu le Prix Condorcet en 2002.
Le politologue Gaétan Rochon a écrit l'histoire du mouvement en 1971.
De nos jours, l'organisme qui poursuit sa lutte est le Mouvement laïque québécois, fondé en 1981.
Le fonds d'archives du Mouvement laïque de langue française  est conservé au centre d'archives de Montréal de Bibliothèque et Archives nationales du Québec. 